# Joanna Duchnowska
Joanna Duchnowska-Todisco (ur. 14 stycznia 1958 w Warszawie) – polska aktorka filmowa.

## Życiorys
Jako uczennica szkoły podstawowej została zaangażowana do serialu Wakacje z duchami (casting przeprowadzał Wojciech Wójcik, asystent reżysera serialu Stanisława Jędryki). Następnie, w latach 1971–1984 występowała w polskich filmach i serialach fabularnych. W międzyczasie, w 1981 roku ukończyła studia na Wydziale Wiedzy o Teatrze Państwowej Wyższej Szkoły Teatralnej w Warszawie. Karierę aktorską zakończyła w 1984 roku. Wyszła za mąż za Włocha i wyjechała do Australii, gdzie podjęła pracę jako dziennikarka jednej ze stacji radiowych w Melbourne.

## Filmografia

### Filmy fabularne
- Wyspy szczęśliwe (1972) – Asia, córka doktora
- Podróż za jeden uśmiech (1972) – Marta, uczestniczka kolonii w Kazimierzu
- Godzina „W” (1979) – Hania, koleżanka Andrzeja
- Urodziny młodego warszawiaka (1980) – łączniczka Przybysława, żona Ziemowita
- Yokohama (1981) – córka pisarza
- Umarłem, aby żyć (1984) – dziewczyna w kawiarni
- Baryton (1984) – Lena, protegowana Gertrudy

### Seriale telewizyjne
- Wakacje z duchami (1970) – Jola „Dziewiątka” (odc. 5, 6, 7)
- Podróż za jeden uśmiech (1971) – Marta, uczestniczka kolonii w Kazimierzu (odc. 2)
- Stawiam na Tolka Banana (1973) – Baśka, przyjaciółka Karioki (odc. 2)